# Ernst Friedrich von Ockel
Ernst Friedrich von Ockel (Mengeringhausen, 16 novembre 1742 – 22 marzo 1816) è stato un teologo lettone.

## Biografia
Proveniente da una famiglia di funzionari municipali, pastori e predicatori tedeschi insediatasi ad Halle dal XVI secolo, era il figlio di Johann Gottfried Ockel († 1744), diacono luterano e preside di una scuola a Mengeringhause, e si sua moglie Johannette Elisabeth Wilhelmina, nata Daudeyin. Si formò come pedagogo presso l'Università di Halle. 
Fra i principali seguaci del maestro berlinese Wilhelm Abraham Teller, rilesse l'insegnamento cristiano alla luce del razionalismo illuminista, arricchendo il sistema iniziatico costruito dal suo predecessore..
Nominato nel 1767 come Maestro di corte del ducato di Courland, fu promosso priore della diocesi di Kandava (1780), poi divenne il principale predicatore di Mitau (nella Chiesa della Trinità) e sovrintendente del ducato (1785). Dopo essersi laureato (1792) all'Università di Greifswald come dottore in teologia, presiedette il Concistoro di Courland dal 1806.

## Opere
- Der Mentor oder die Bildung des Verstandes, Herzens und Geschmacks: nach Grundsätzen und Erfahrung vornehmlich zur Privaterziehung der Jugend vom Stande entworfen von E. F. O, Riga, 1770
- Betrachtungen über die Wünsche der Menschen, Mitau, 1771
- Ueber die Sittlichkeit der Wollust, Mietau et Leipzig, 1772 (Text)
- Standrede bey dem Sarge des Freyherrn Karl Philipp von Rönne, Erbherrn der Puhrenschen und mehrerer Güter, Riga, 1778
- Ueber die drey Erzieher des Plutarch, Natur, Gewohnheit und Unterricht, (Mitauische Monatsschrift) Mai 1784, S.127-73
- Ueber die Größe der Welt, in Mitauische Monatsschrift, February 1785, S.91–118
- Ueber Geist und Wahrheit der Religion Jesu: Ein Beytrag zur Beförderung des thätigen Christenthums und des wahren Duldungs-Sinnes, Berlin et Stettin, 1785 (réédité à Prague en 1786)
- [Verf.: Ernst Friedrich Ockel]: Rede bey der feyerlichen Einführung als Superintendent in der Dreyeinigkeitskirche zu Mitau gehalten, Mitau, 1786
- Antrittspredigt von der beseligenden Gotteskraft der Religion Jesu über Joh. VI, 66–67 (in der Dreyeinigkeitskirche zu Mitau), 1786
- Auch ein Wort zu seiner Zeit, in einem Schreiben an das Hoch- und Wohlehrwürdige Ministerium dieser Herzogthümer, wie auch an alle Christen, Denker und Zweifler, Mitau, 1786
- Ob und wie fern die Kanzel der schickliche Ort zur Aufklärung sey: Eine nöthige Pastoralfrage, Berlin, 1789
- Ueber die wahre und falsche Aufklärung, eine Predigt über Röm. XIII, 11–14 (in der Trinitätskirche zu Mitau gehalten), Mitau, 1790
- Veränderte alte Kirchengebete der kurländischen Agende, Mitau, 1790
- Ueber die Religion der Vollkommnern Anmerkungen und Zusätze zu der Schrift des Herrn Oberconsistorial-Raths Doctor Teller, Berlin, 1794 (Text)
- Anleitung zur Weisheit, Tugend und Glückseligkeit für die Jugend nach der reinen Lehre Jesu, Königsberg, 1795 (réédité à Mitau en 1813)
- Palingenesie des Menschen nach Vernunft und Schrift: oder dargestellte Uebereinstimmung dessen, was beide über Unsterblichkeit, Auferstehung und den künftigen Lebenszustand lehren, Königsberg and Mitau, 1795 (Text)
- Opfer innigster Liebe und Verehrung geweihet dem vollendeten Geiste des Herrn Starosten u.s.w. S.F. Korff. Erbherrn der Güter Nerft, Schönberg, Brücken u.s.w., Mitau, 1797
- Ein Wort zu dieser Zeit. In einem Hirtenbriefe an das geistliche Ministerium des kurländischen Gouvernements, Mitau, 1807
- Todtenopfer geweihet dem vollendeten Geiste des Herrn G. J. v. Bolschwing, Oberhauptmann zu Mitau, Mitau 1808